# Dražice (okres Rimavská Sobota)
Dražice jsou obec na Slovensku v okrese Rimavská Sobota. Žije zde 248 obyvatel.

## Kultura a zajímavosti

### Památky

#### Evangelický kostel
Místní evangelický kostel je jednolodní klasicistní stavba z let 1838–1842. Je postaven na místě staršího dřevěného kostela. Jedná se stavbu se segmentovým zakončením lodi, rovným stropem a věží.
V interiéru se nachází klasicistní oltář, sloupová architektura vrcholící segmentovým štítem z první poloviny 19. století. Oltářní obraz je dílo Janka Alexyho z roku 1927. V kostele se nachází také varhany, také klasicistní.

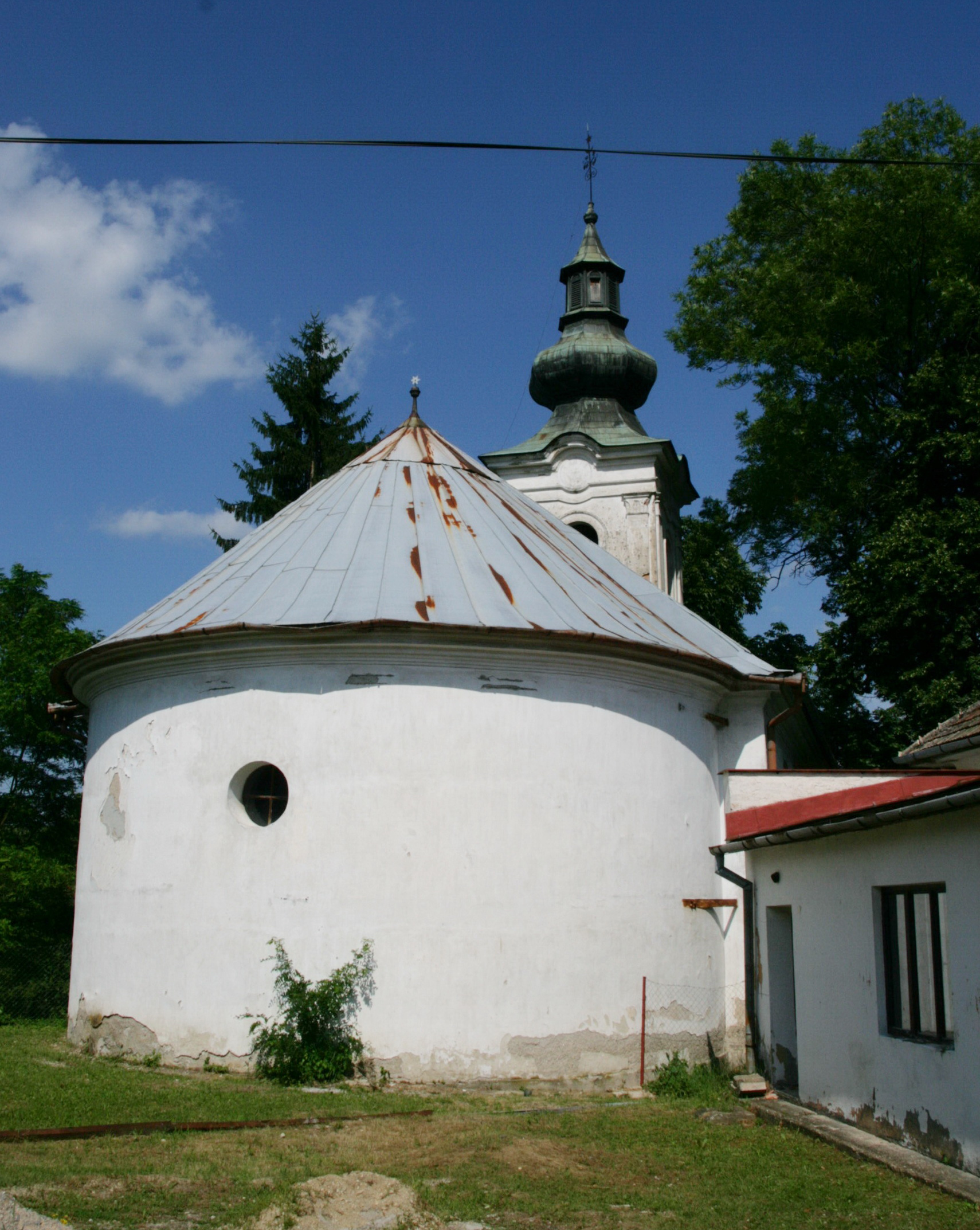
Evangelický kostol
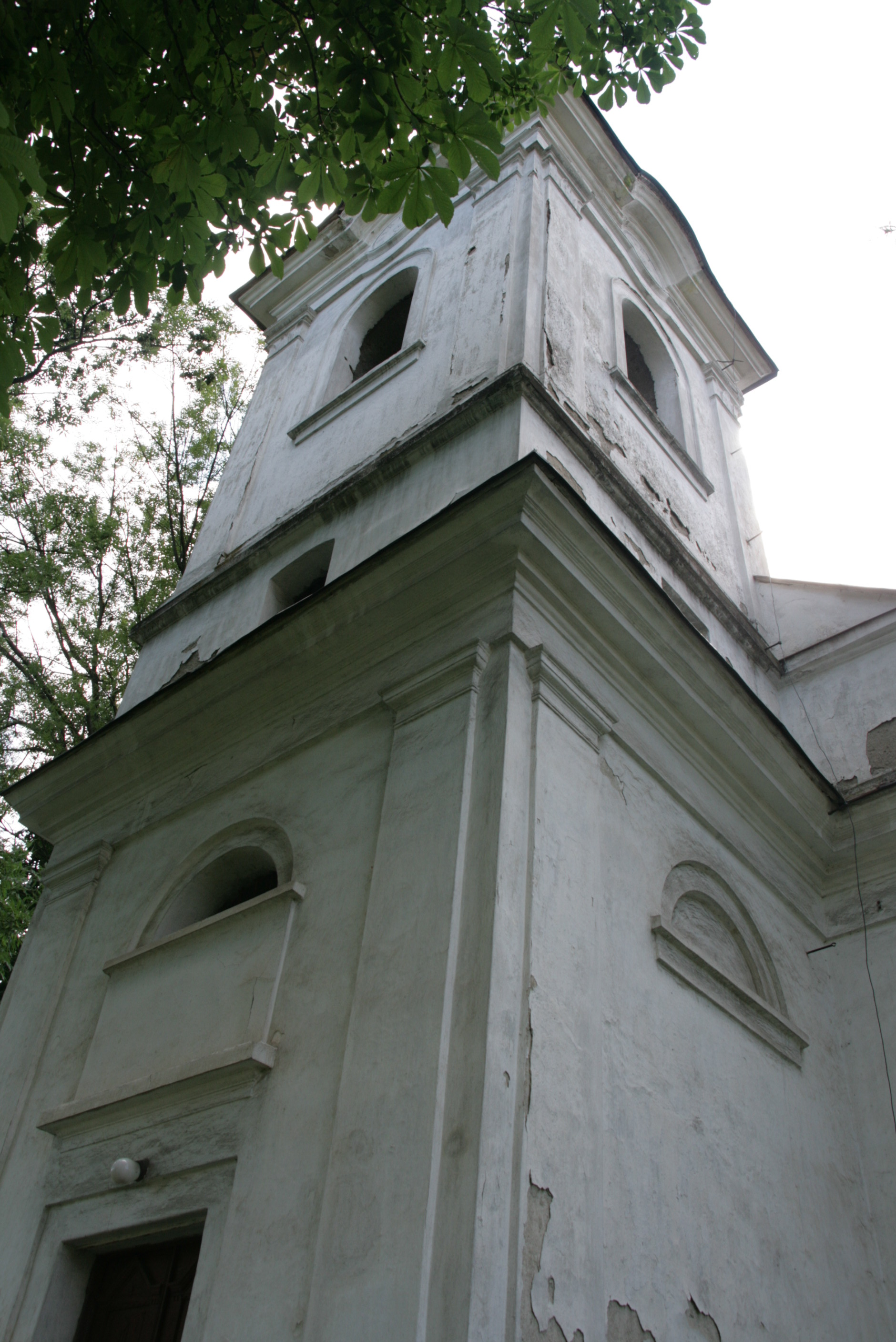
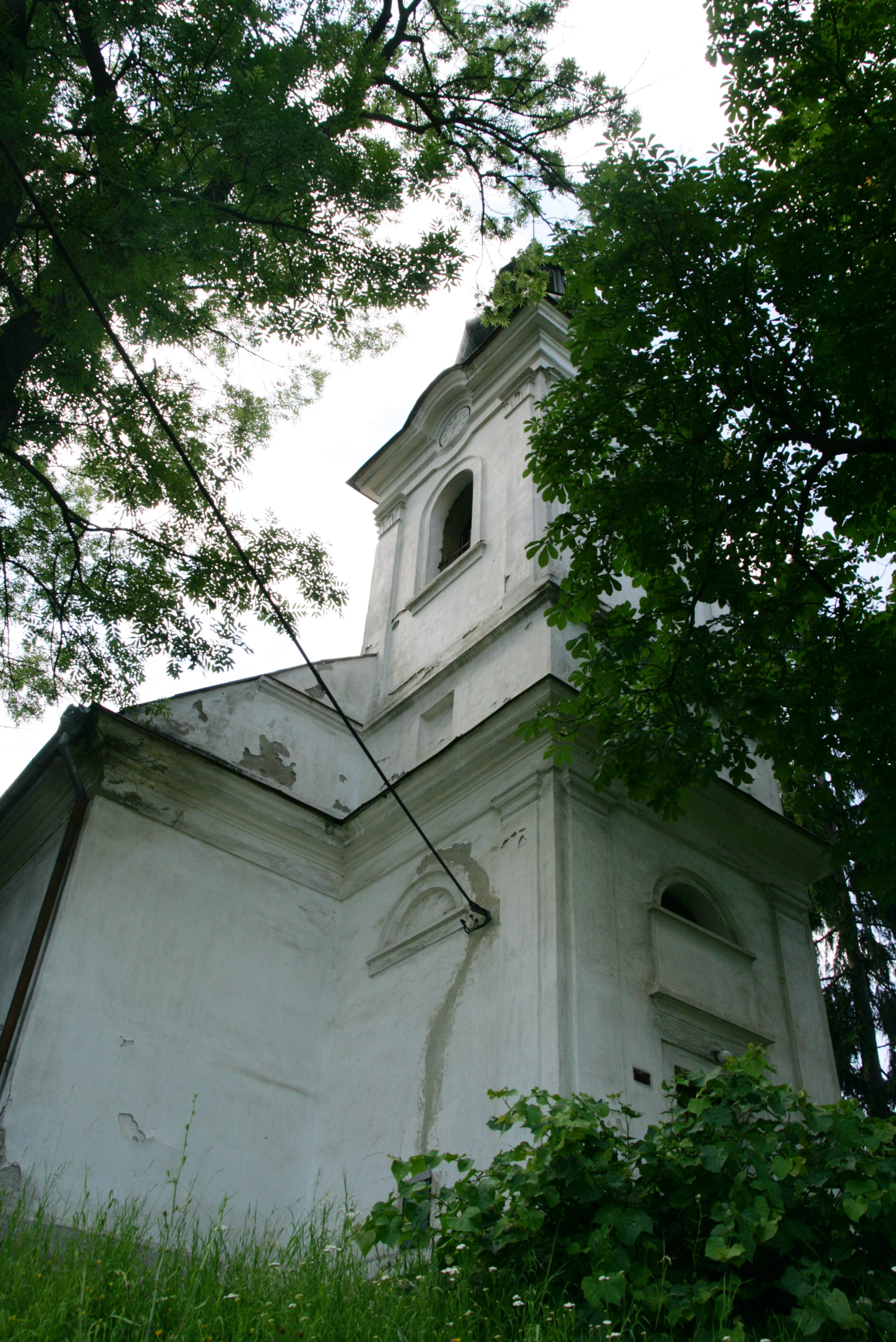
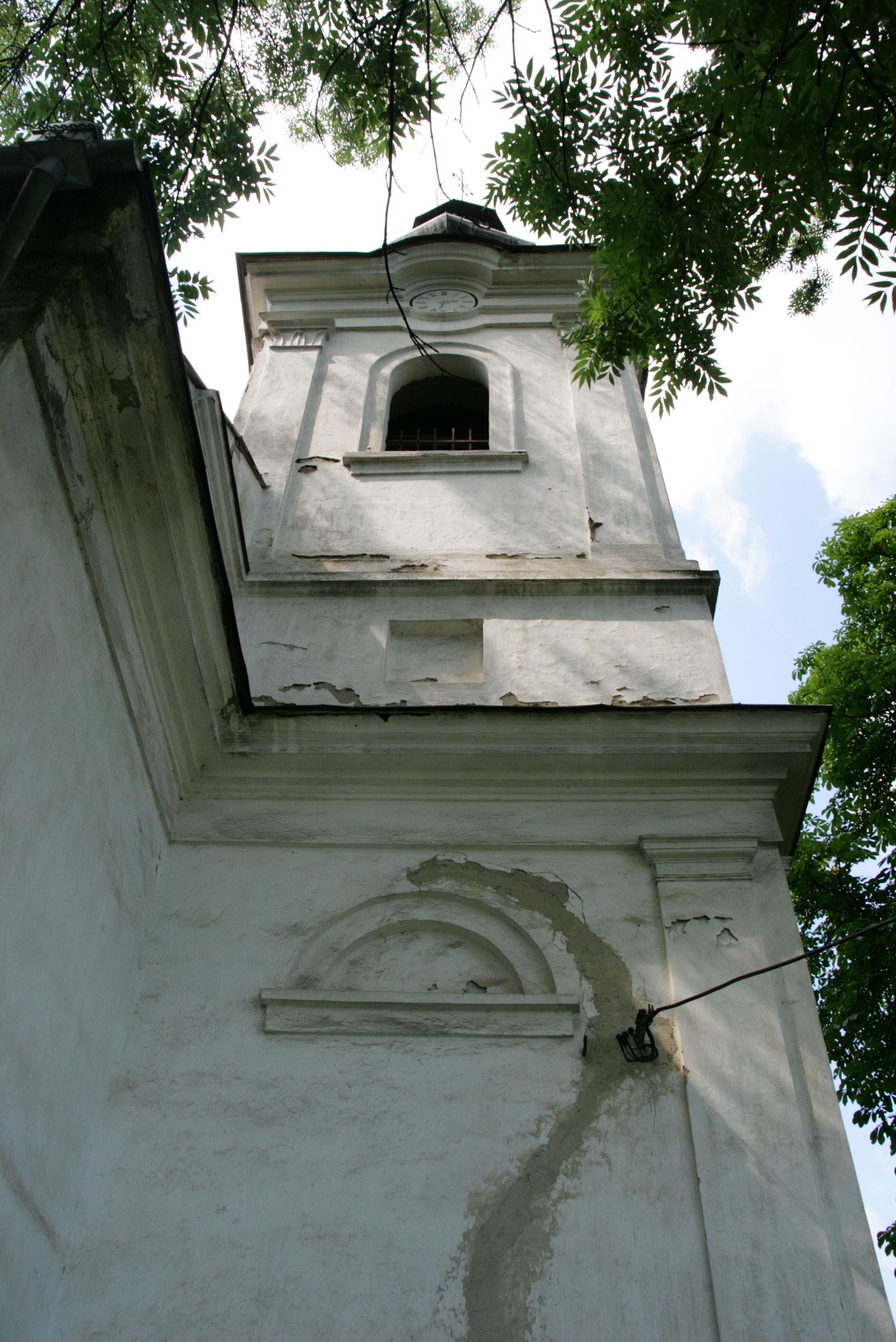
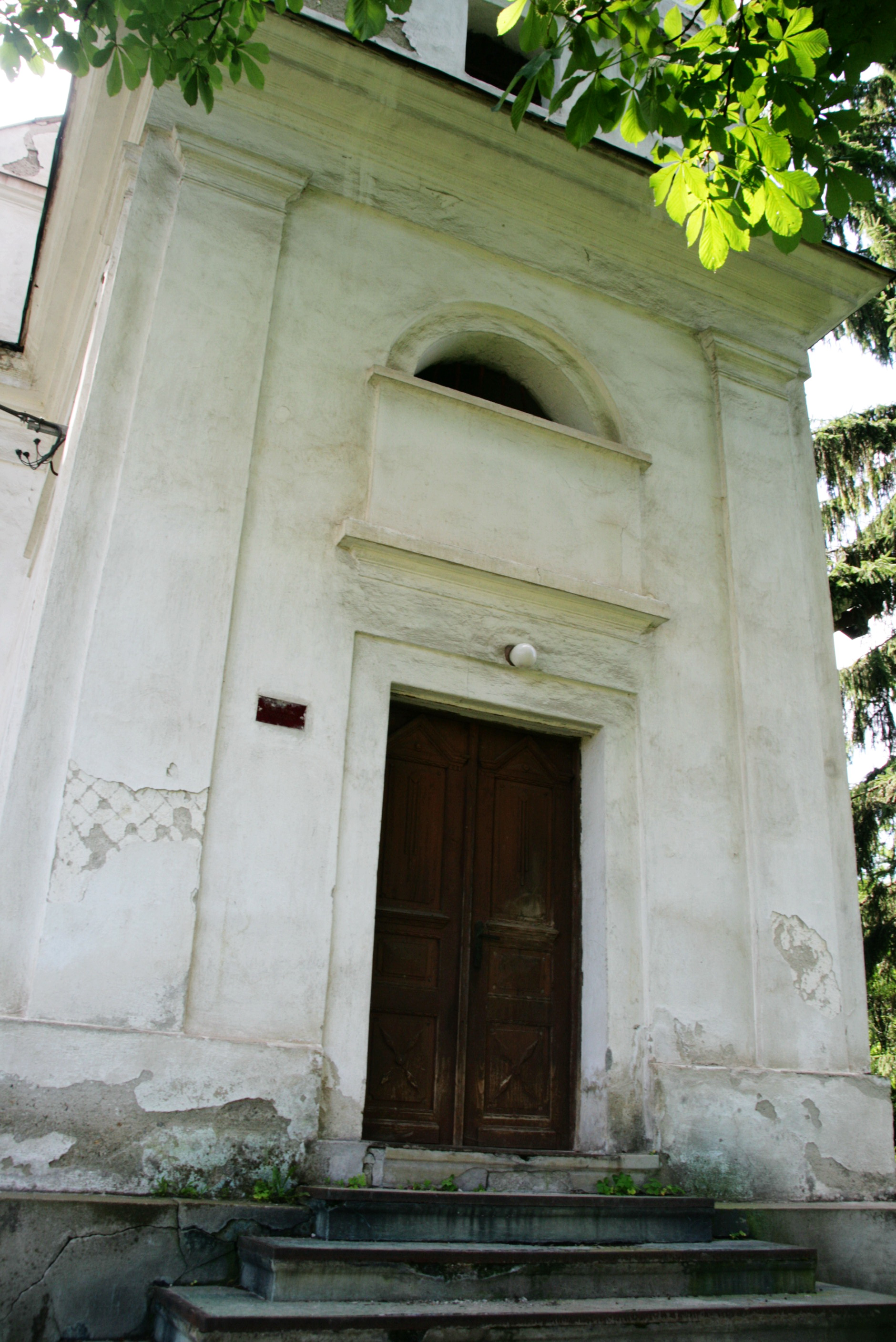
Vstup do kostela

## Starostové
- 2002–2006 – Katarína Bálintová (SMK) [3]
- 2006–2007 – Katarína Bálintová (ANO) [4] – odvolána v referendu v dubnu 2007
- 2007 – Eva Forgondová (SMK) – zvolená v doplňovacích volbách v říjnu 2007 [5]
- 2014 – současnost – Krisztián Kovács (SMK-MKP, MOST-HID)